# AVE pel litoral
 (janvier 2016).
Si vous disposez d'ouvrages ou d'articles de référence ou si vous connaissez des sites web de qualité traitant du thème abordé ici, merci de compléter l'article en donnant les références utiles à sa vérifiabilité et en les liant à la section « Notes et références ».

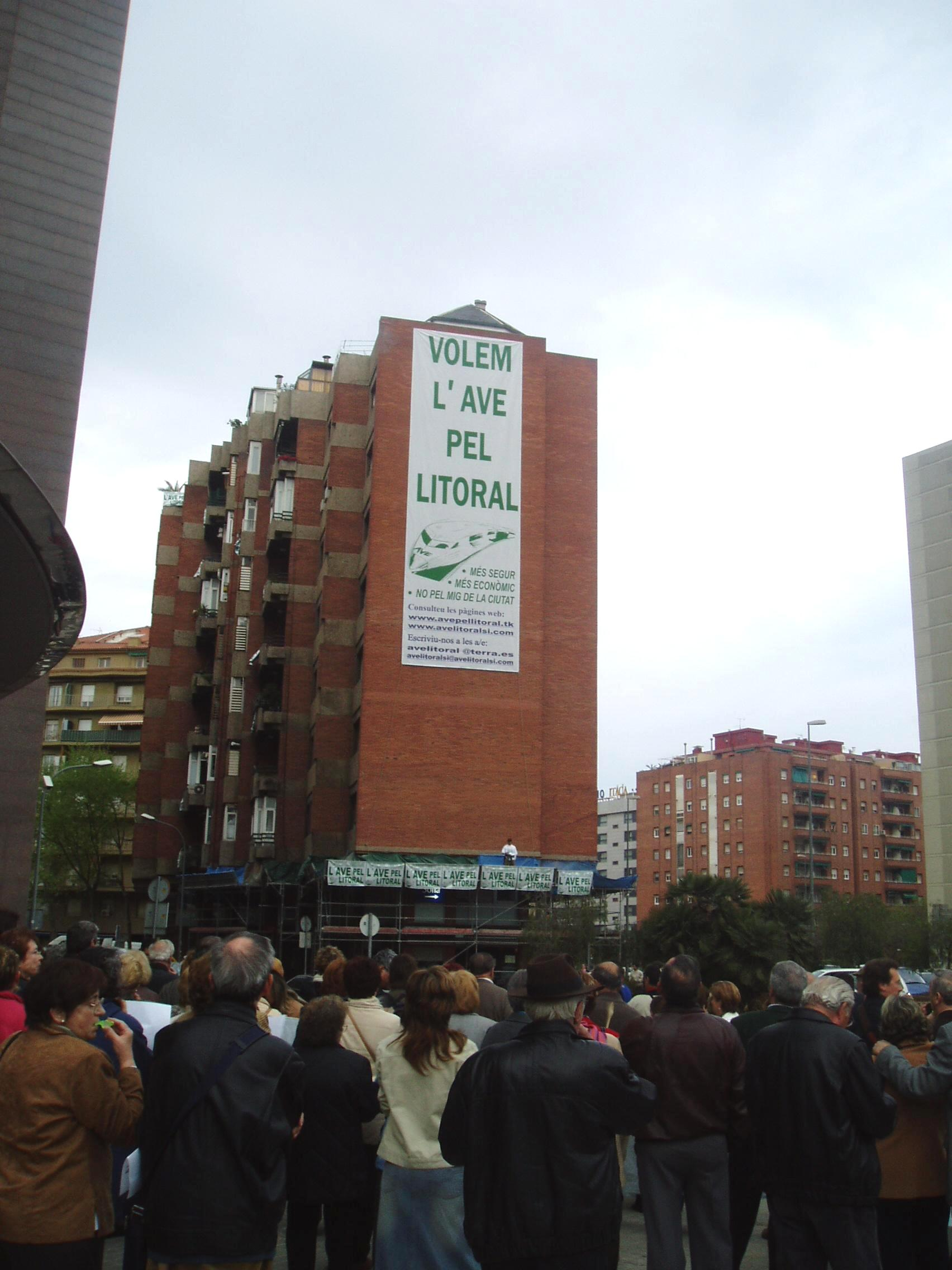
Panneau géant devant la Gare de Sants, à l'encontre du tracé de l'AVE par le centre de la ville de Barcelone.

Le mouvement AVE pel littoral est un mouvement créé à Barcelone en février 2005 pour soutenir un trajet alternatif pour le train à grande vitesse espagnol, et proposant un tunnel passant par le bord de mer de la métropole catalane plutôt que par le centre ville.